# Аршамбо V де Бурбон
Аршамбо V Благочестивый (фр. Archambaud V le Pieux; ум. 1096) — сеньор де Бурбон с 1095. 
Сын Аршамбо IV де Бурбона и Эрменгарды (Филиппины) Овернской (или некой Белиарды).
Продолжал конфликт своего отца с приорией Сувиньи, зависевшей от аббатства Клюни. Осенью 1095 собрал ассамблею вассалов и соседних феодалов для решения этого спора. Среди приглашенных были Бернар де Виллар и Эмон сенешаль де Бурбон. Папа Урбан II, остановившийся в Сувиньи в ноябре 1095 в ходе своей поездки по Франции, взялся уладить конфликт. 
Монахи хотели освободиться от юрисдикции сеньоров де Бурбон, Аршамбо, напротив, хотел увеличить свои сеньориальные права. 13 ноября была выдана папская булла, закреплявшая монастырские вольности и ограничивавшая права сеньора. Урбан II заставил Аршамбо поклясться на могиле отца, что он будет соблюдать соглашение, и дал Бурбону поцелуй мира. 
После отъезда понтифика Аршамбо возобновил враждебные действия, и вопрос о приории Сувиньи в дальнейшем обсуждался на Клермонском соборе. 
Аршамбо V, по-видимому, умер в 1096, и ему наследовал малолетний сын Аршамбо VI. Имя жены Аршамбо V неизвестно; она снова вышла замуж, за Алара Гиейбо, сеньора де Шато-Мейян.